# Trigo Limpio
Trigo Limpio — испанское музыкальное трио, популярное в 1970-х и 1980-х годах. Первоначально в группе состояли Амая Сайзар, Луис Карлос Гиль и Иньяки де Пабло, но в 1979 году Амая ушла из группы и была заменена Патрицией Фернандеш.
В 1980 году группа представила Испанию на конкурсе песни Евровидение 1980 года.

## История

### Первые годы (1975)
Группа образовалась в июле 1975 года. В то же время трио подписало свой первый контракт со звукозаписывающей компанией Philips Records. Первые синглы группы были записаны в жанре «неофолк».
Первые хиты группы, такие как «Muñeca», «Pequeno Juan», «Adiós mama», «Txikita», «Celtiberico», стали очень популярными в Испании.

### Популярность (1976—1978)
Несмотря на признание некоторых из их песен, все они являются собственными композициями группы. Особую популярность группе дало участие от Испании на фестивале OTI, занимая третье место с песней «Rómpeme, mátame», написанной Хуаном Карлосом Кальдероном, одним из самых востребованных испанских авторов песен и продюсеров в мире, который отвечал за состав и продюсирование группы до ухода Амайи в 1979 году.

### Уход Амайи (1979)
Амая решила начать сольную карьеру, тем самым, покидая группу. Амая была заменена другой испанской певицей, Патрицией Фернандеш. Вместе с Патрицией, группа достигла многих успехов и признаний.

### Евровидение (1980)
В 1980 году, группа была выбрана для того, чтобы представить Испанию на конкурсе песни Евровидение 1980 года. С песней «Quédate esta noche», трио заняло двенадцатое место с 38 баллами. Несмотря на удовлетворительный результат, песня стала популярной в Испании.

### Зарубежный успех (1981—1987)
Песни группы стали популярными и по всей Латинской Америке, постепенно достигая первых мест в чартах. Группа записала в США свой альбом «Entrañbly» в известных студиях «Criteria Recording» (Майами), выступая на концертах в крупных городах со значительным присутствием испанского языка: Чикаго, Даллас, Сан-Антонио, Хьюстон, Майами и Лос-Анджелес.
Группа провела замечательные выступления в Мексике, путешествуя практически по всей стране. Именно их представители, принадлежащие к группе Televisa, координировали всю свою работу. Благодаря существованию этой группы, их песни «Rómpeme, mátame», «Cinco canas más» и «Maria Magdalena» поднялись на вершины хит-парадов. Позже появились на свет новые песни, и среди них выделялись «Te quiero para mí» и «Arena», соответственно получившие награды. Другие песни, ставшие наиболее популярными, были: «Pero dime», «Sol de verano», «Cómo te amo», «Dónde está», «Santo Domingo», «Le quiero tanto», «Cómo es posible», «Primer amor», «Las pequeñas cosas», «La locura del amor», «Muchacha solitaria», «Santa María», «Porque tú te vas», «Cuando se acaba el amor», «Una de dos», «Nada de nada», «Hablemos claro» и «Qué me das». Группа, совместно с México DF (в качестве своего операционного центра) также путешествовали в других иберо-американских странах, поскольку их песни попали в чарты Гватемалы, Гондураса, Коста-Рики, Панамы, Венесуэлы, Колумбии, Эквадора, Перу, Чили, Парагвая. Выступления в Колумбии и Эквадоре дали им большой успех за их песни «Te quiero para mi» и «La locura del amor».

### Уходы (1988—1994)
Патриция покинула группу в 1988 году, когда она присоединилась к другой группе. В 1989 году Иньяки и Карлос решили на мгновение оставить свою музыкальную карьеру.

### Распад группы (1995)
Группа распалась в 1995 году, когда Патриция ушла из группы, а Иньяки и Карлос бросили музыкальную карьеру.
Патриция Фернандеш скончалась 27 сентября 2016 года.

## Достижения

### Группа
- Третье место на фестивале OTI 1977 года с песней «Rómpeme, mátame».
- Премия лучшей романтической группе 1978 года, Венесуэла.
- Награда лучшей испаноязычной группе от журнала Récord World Magazine, 1978.

### Песни
- «Adiós mamá»: песня, которая в одних местах вызывает споры, а в других становится культовой. В феврале 1977 года благодаря этой песне, группа стала одной из почётных гостей фестиваля Винья-дель-Мар в Чили.
- «Rómpeme, mátame»: номер #1 в Венесуэле и большой успех в Испании и Латинской Америке.
- «María Magdalena»: большой успех в Испании и странах Латинской Америки. Песня транслировалась во Франции и Италии, имея большой успех в обеих странах.
- «Te quiero para mí»: награда в Мексике, Колумбии и Эквадоре, большой успех продаж в остальных странах Латинской Америки.
- «Arena»: награда в Мексике, большой успех продаж в остальных странах Латинской Америки.
- «La Locura del amor»: номер #1 и награда в Колумбии, большой успех в Мексике, Эквадоре, Перу, Гондурасе, Коста-Рике и Гватемале.
- «Pero Dime»: успех продаж в Испании и Латинской Америке.
- «Quédate esta noche»: 12 место на Евровидении 1980 года, большой успех в Испании.
- «Sol de Verano»: успех в Испании и вершина хит-парадов Мексики, Колумбии, Эквадора и Перу.

## Дискография[2]
- 1975 — Muñeca / La balada de Andy Grange
- 1976 — Adiós mamá / Txikita
- 1977 — Trigo Limpio. LP.
- 1977 — Cinco canas más / Aquella canción
- 1977 — Rómpeme, mátame / Yo nací en Oregón
- 1978 — Desde nuestro rincón
- 1978 — Maria Magdalena / El Paria
- 1979 — Ven a Jerusalem / Mi Casa
- 1979 — Pero dime / Vives como quieres
- 1980 — Quédate esta noche
- 1980 — Quédate esta noche / De profesión bribón
- 1980 — Qué / No me gusta sentirme solo
- 1981 — Caminando
- 1981 — Te quiero para mí. Grandes Éxitos
- 1981 — Cantad todos al niño / Navidad
- 1982 — Entrañablemente
- 1983 — Como un sueño
- 1984 — Hay cariño
- 1984 — Sol de verano
- 1984 — Los éxitos románticos en México
- 1985 — México
- 1986 — Diez años
- 1986 — Hablemos claro
- 1986 — Qué me das
- 1988 — Más. LP.
- 1988 — Los éxitos románticos México. CD.
- 1995 — Grandes Éxitos Doble CD Polygram España.
- 1999 — Grandes Éxitos Doble CD Ramalama.